# Lucky Dragon No. 5

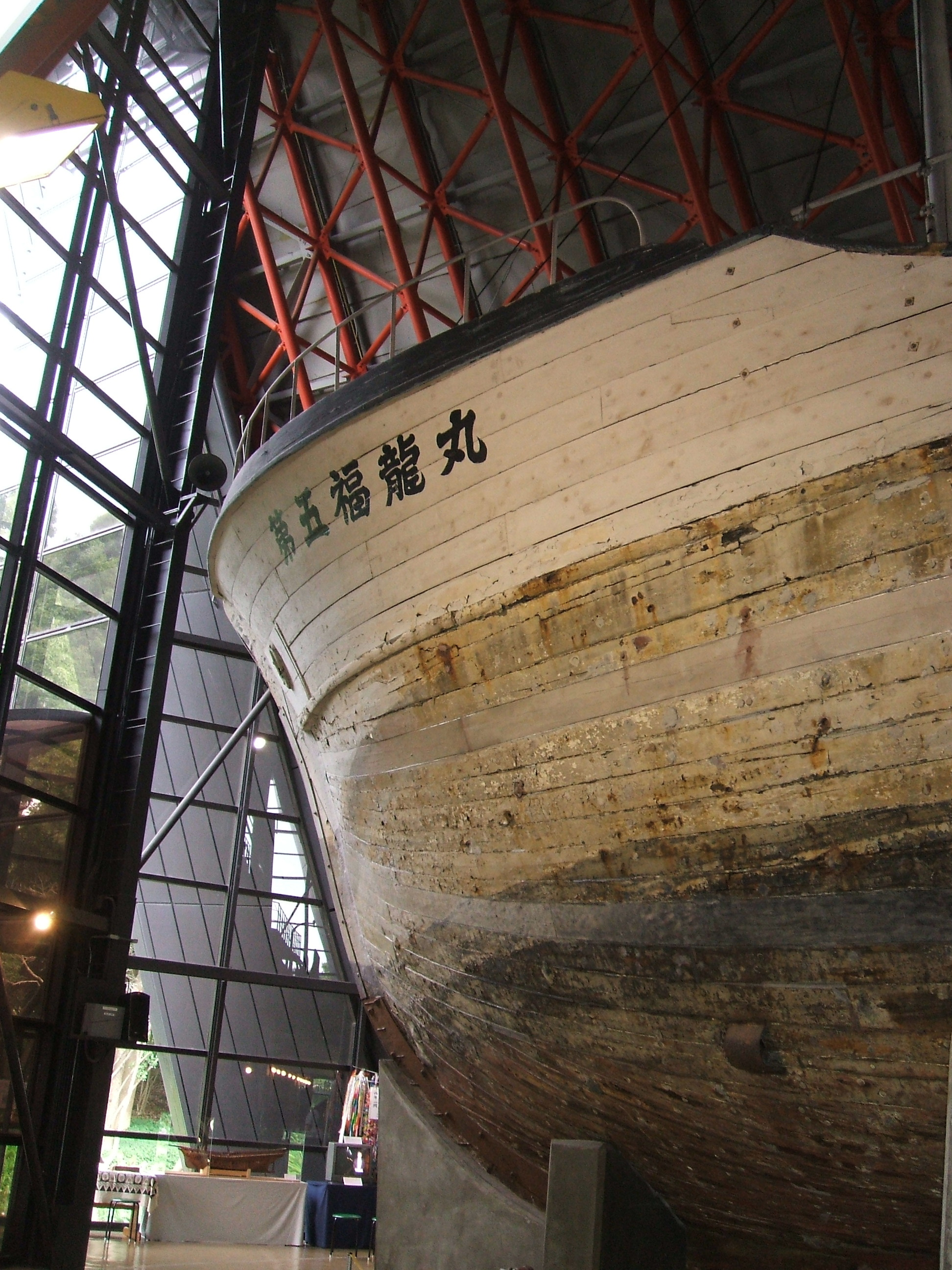
Daigo Fukuryū Maru

De Daigo Fukuryū Maru (internationaal bekend onder de Engelse vertaling Lucky Dragon No. 5) was een Japanse vissersboot die internationale aandacht trok vanwege haar betrokkenheid bij de nasleep van de nucleaire test Castle Bravo uitgevoerd door de Verenigde Staten op de atol Bikini op 1 maart 1954. Het incident benadrukte de onbedoelde gevolgen van nucleaire tests en de mogelijke gevaren voor onschuldige burgers en het milieu.
De Daigo Fukuryū Maru was een 28,56 meter lange houten vissersboot die voornamelijk actief was in de tonijnvisserij. Het schip was eigendom van het bedrijf Daigo Gyogyo Kabushiki Kaisha en opereerde vanuit de haven van Yaizu in de prefectuur Shizuoka, Japan.
Op 1 maart 1954 voerden de Verenigde Staten de kernproef Castle Bravo uit als onderdeel van hun nucleaire wapentestprogramma. De test leverde onverwacht hoge resultaten op, met een explosieve kracht die veel groter was dan verwacht. Dit resulteerde in een massaal vrijkomen van radioactief materiaal in de atmosfeer, wat resulteerde in een radioactieve wolk die zich over een groot gebied verspreidde, inclusief de locatie van de Daigo Fukuryū Maru.
De Daigo Fukuryū Maru bevond zich op het moment van de Castle Bravo-test ongeveer 160 kilometer (100 zeemijl) ten oosten van Bikini. Vanwege de onverwacht grote kracht van de explosie en de daaropvolgende nucleaire neerslag werden de bemanningsleden van de vissersboot blootgesteld aan radioactieve fall-out. De bemanning, bestaande uit 23 leden, voer onbewust recht door het pad van de radioactieve neerslag.
Bij hun terugkeer naar Japan vertoonden de bemanningsleden symptomen van stralingsziekte, zoals misselijkheid, braken en haarverlies. De radiotelegrafist van het schip, Aikichi Kuboyama, overleed op 23 september 1954 aan de complicaties van de stralingsziekte en werd daarmee het eerste gedocumenteerde slachtoffer van een ontploffing van een waterstofbom.
Het incident leidde tot publieke verontwaardiging in Japan en leidde tot wijdverbreide anti-nucleaire sentimenten. Protesten en demonstraties tegen nucleaire wapens en tests kregen momentum en beïnvloedden uiteindelijk de houding van de Japanse regering ten opzichte van nucleaire wapens en kernenergie.
Het lot van de bemanning van de Daigo Fukuryū Maru en de besmetting van het schip door nucleaire neerslag trok wereldwijd de aandacht voor de gevaren van nucleaire tests en de mogelijke mondiale gevolgen. Het incident speelde een rol in het groeiende wereldwijde bewustzijn van de gevaren van nucleaire wapentests en droeg bij aan inspanningen om wapenbeheersingsovereenkomsten vast te stellen.
Het schip is nu te bezichtigen als een herinnering aan deze gebeurtenissen in de Tokyo Metropolitan Daigo Fukuryū Maru Exhibition Hall.